# Відкритий чемпіонат Бразилії з тенісу 2002
Відкритий чемпіонат Бразилії з тенісу 2002 — тенісний турнір, що проходив на відкритих кортах з твердим покриттям у Салвадорі (Бразилія). Належав до серії International в рамках Туру ATP 2002, а також до серії Tier II в рамках Туру WTA 2002. Тривав з 9 до 15 вересня 2002 року. Густаво Куертен і Анастасія Мискіна здобули титул в одиночному розряді.

## Фінальна частина

### Одиночний розряд, чоловіки
Густаво Куертен —  Гільєрмо Кор'я 6–7(4–7), 7–5, 7–6(7–2)
- Для Куертена це був єдиний титул за сезон і 25-й - за кар'єру.

### Одиночний розряд, жінки
Анастасія Мискіна —  Елені Даніліду 6–3, 0–6, 6–2
- Для Мискіної це був єдиний титул за сезон і 2-й - за кар'єру.

### Парний розряд, чоловіки
Скотт Гамфріс /  Марк Мерклейн —  Густаво Куертен /  Андре Са 6–3, 7–6(7–1)
- Для Гамфріса це був єдиний титул за сезон і 3-й - за кар'єру. Для Мерклейна це був єдиний титул за сезон і 2-й - за кар'єру.

### Парний розряд, жінки
Вірхінія Руано Паскуаль /  Паола Суарес —  Емілі Луа /  Россана де лос Ріос 6–4, 6–1
- Для Руано Паскуаль це був 7-й титул за сезон і 20-й — за кар'єру. Для Суарес це був 7-й титул за сезон і 27-й — за кар'єру.